# Bernard Knubel
Bernard Knubel (13 de novembro de 1872 — 14 de abril de 1957) foi um ciclista alemão, que participou nos primeiros Jogos Olímpicos da era moderna em 1896, realizados em Atenas, na Grécia.
Em 1896, ele foi um dos nove ciclistas que competiram na corrida de 100 km. Apenas dois terminaram e sete deles não conseguiram completar a prova, incluindo Knubel, que saiu com 41 km de percurso concluído.